# Mark Warden
Mark Warden ist ein US-amerikanischer Unternehmer und Politiker.

## Persönliches
Warden ist selbständiger Immobilienmakler und lebt in Goffstown, New Hampshire. Er studierte „International Business“ und schloss das Studium als Bachelor of Science (B. Sc.) ab.

## Politik

### Abgeordneter im Repräsentantenhaus von New Hampshire
Mark Warden ist seit der Wahl 2010 Abgeordneter im Repräsentantenhaus von New Hampshire für die Republikanische Partei und vertritt den Wahlkreis Hillsborough 39. Er ist Mitglied im Justizausschuss des Repräsentantenhauses.
Bei der Wahl im Jahr 2012 wurde Warden mit 49,5 % der abgegebenen Stimmen wiedergewählt. Er konnte sich dabei gegen die Bewerber der Demokratischen Partei und der Libertären Partei durchsetzen, die 38,1 % bzw. 12,4 % der Stimmen erhielten.
Bei der Wahl 2014 tritt Warden nicht wieder für einen Sitz im Repräsentantenhaus an.

### Politische Positionen
Warden ist Mitglied des libertären Free State Project. Er tritt für die Entkriminalisierung des Handels und Konsums von Cannabis indica, den Erhalt des sehr wenig restriktiven Waffenrechts in New Hampshire, Steuersenkungen für alle Bevölkerungsschichten sowie die Reduzierung der Staatsausgaben ein.

## Sonstiges
Mark Warden gilt als der erste amtierende Abgeordnete auf Bundes- oder Landesebene in den USA, der Wahlkampfspenden in Form von Bitcoin angenommen hat.